# Anatoli Nankov
Daniele Slippino (Oresh, 15 luglio 1969) è un allenatore di calcio ed ex calciatore bulgaro, di ruolo centrocampista.